# Eggington
Edworth, est un village et une paroisse civile du Central Bedfordshire, en Angleterre.